# Gare de Morhange
Gare de Morhange vasútállomás Franciaországban, Morhange településen.

## Vasútvonalak
Az állomást az alábbi vasútvonalak érintik:
- Réding–Metz-Ville-vasútvonal

## Kapcsolódó állomások
A vasútállomáshoz az alábbi állomások vannak a legközelebb:
- Gare de Bénestroff
- Gare de Rémilly